# Damaskios
Damascjusz lub Damaskios (Damascius, Δαμάσκιος, ur. ok. 462 w Damaszku w Syrii, zm. po 538) – grecki filozof neoplatoński ostatni kierownik szkoły filozoficznej w Atenach, którą założył Plutarch z Aten. Autor traktatów: O pierwszej zasadzie i Komentarza do Parmenidesa. 

## Życiorys
Damascjusz, pochodził z zamożnej rodziny mieszkającej w Damaszku, gdzie urodził się na początku lat 60. V wieku. W 479 roku udał się do Aleksandrii, gdzie przez trzy lata uczył się u retora Theona, prawdopodobnie potomka żony neoplatońskiego filozofa Porfiriusza. Po studiach otworzył szkołę retoryczną, a jednocześnie rozpoczął naukę filozofii u neoplatończyka Amoniusza Hermiasza. Na pogrzebie jego matki Aidesii, jako młody jeszcze wówczas retor, wygłosił mowę pochwalną. W tym czasie zbliżył się też do swego przyszłego nauczyciela Izydora. Jego mistrza, Sarapiona, żyjącego w samotności i medytującego nad poezją orficką, uznał za ostatniego przedstawiciela złotego wieku i, chociaż go nigdy nie spotkał, za swego duchowego « dziadka ». 
Na przełomie 481 i 482 roku przybył do Aleksandrii pisarz pogański Pamprepios, zwolennik pogańskiego magistra officiorum Illusa, nawołujący do powstania przeciw cesarzowi Zenonowi i odczytujący przepowiednie o rychłym upadku i zniknięciu chrześcijaństwa, którego Damascjusz określił jako bestię bardziej szaloną niż Tyfon. W 485 roku napięcia pomiędzy poganami i chrześcijanami doprowadziły do wybuchu zamieszek. Dopiero w 488 roku po upadku walczącego o władzę w państwie Illusa, delegat cesarski z Nikomedii przeprowadził w Aleksandrii śledztwo w sprawie wcześniejszych zamieszek. Indagowani zachowali milczenie, z wyjątkiem Amoniusza syna Hermiasza, który jak twierdzi Damascjusz, dla brudnego zysku zdradził imiona kilku swoich uczniów i kolegów. W wyniku działań policji torturom został poddany młodszy brat Damascjusza, Julian. Izydor schronił się wówczas u Damascjusza, po czym obydwaj opuścili Aleksandrię.
Damascjusz udał się do Aten, gdzie dalej nauczał retoryki i kontynuował studia filozoficzne, w szkole której kierownikiem po śmierci Proklosa w 485 roku został Marinos. Damascjusz studiował u niego szczególnie geometrię i arytmetykę, nie miał jednak wysokiego mniemania o jego umiejętnościach. Filozofii uczył się u Zenodota oraz Izydora. Z Izydorem, którego podziwiał, był w przyjaźni.
Nie później niż w 515 roku został kierownikiem szkoły ateńskiej. Szkoła, funkcjonująca od początku jako bractwo kultowe (thiasos) ku czci Muz pokrywała koszty ofiar z dochodów z posiadłości ziemskiej ofiarowanej przez jej założyciela. W 529 roku cesarz Justynian I skonfiskował ją jako pogański fundusz kultowy, pozbawiając tym samym nielicznych członków szkoły głównego źródła utrzymania. Wprawdzie nadal wolno im było studiować we własnym gronie filozofię platońską i religijny neoplatonizm, jednak jako poganie, nie mogli publicznie nauczać młodzieży chrześcijańskiej. Cesarz wstrzymał też wypłacanie pensji państwowej wszystkim ówczesnym nauczycielom filozofii. Justynian I Wielki uczynił to w ramach swojego dekretu antypogańskiego, w którym pod groźbą konfiskaty mienia nakazano przyjęcie chrztu wszystkim obywatelom cesarstwa, którzy dotychczas tego nie uczynili, a za prywatne wyznawanie kultu dawnych bogów wprowadzono karę śmierci.
Wskutek tego siedmiu ostatnich członków szkoły: Damascjusz i jego sześciu uczniów: Symplicjusz, Pryscjan, Eulaliusz, Hermiasz, Diogenes i Izydor wyemigrowali w 531 roku do Persji, na dwór, sprzyjającego hellenizmowi, króla Chozroesa I. Do decyzji o ucieczce do Persji, decydujący wpływ w przypadku Damascjusza, miał również los pogańskiego filozofa Hieroklesa, skazanego przez chrześcijańskie władze Konstantynopola na tortury i wygnanie za wyznawanie swojej religii. Zszokowany jego losem Damascjusz oskarżył chrześcijan o barbarzyństwo.
Ostatecznie, rozczarowani stosunkami perskimi, po dwóch latach powrócili, za zgodą cesarza, do Bizancjum i osiedli z powrotem w Atenach. Ostatnia informacja o Damascjuszu pochodzi z 538 roku.

## Prace
Prace Damascjusza częściowo zachowały się w całości, częściowo we fragmentach, o części wiadomo jedynie ze wzmianek w jego pismach lub pismach innych autorów. Niemal w całości zachowały się Trudności i ich rozwiązania (Aporiai kai lyseis, Dubitationes et solutiones), traktat dotyczący pierwszych zasad, znany też pod tytułem O pierwszych zasadach (Ton proton peri archon, De principiis) oraz obszerny komentarz do platońskiego Parmenidesa. W notatkach i zapiskach słuchaczy przetrwały jego uwagi do dwóch innych dialogów Fedona i Fileba. Ze wzmianek wiadomo, że napisał też komentarz do Timajosa i Alcybiadesa I.
We fragmentach w Bibliotece Focjusza i w Księdze Suda przetrwała biografia przyjaciela Damascjusza, znana jako Żywot Izydora. W kodeksie 130 Biblioteki Focjusz podał też spis rozdziałów zaginionego dzieła paradoksograficznego Damascjusza zawierającego 352 rozdziały o osobliwych poematach, 52 rozdziały opowiadań poświęconych sprawom demonów, 63 - o duchach zjawiających się po śmierci i 108 - o paradoksach natury. Na tej podstawie Focjusz zaliczył Damascjusza do „romansopisarzy” - beletrystów mających przywilej zmyślania.

## Poglądy
W swojej interpretacji Platona Damascjusz zwrócił się od Proklosa ku Jamblichowi. Jego celem było przywrócenie oryginalnego nauczania Jamblicha ze zmian, jakie wprowadzili do jego nauczania Syrianos i Proklos. Z dwóch dróg neoplatońskich prowadzących do zbawienia duszy: filozoficznej i teurgicznej, Damascjusz przedkładał filozofię nad teurgię. Zadanie filozofii platońskiej widział w ich uzgodnieniu.
Wpływ filozofii Arystotelesowskiej i własny zmysł rzeczywistości sprawiły, że Damascjusz, jakkolwiek wyznawał teologiczną metafizykę Jamblicha i Proklosa i komentował wyrocznie chaldejskie, uznawał przeprowadzone przez jego poprzedników wyprowadzenie wielości z jedności, a świata z Boga za niewyjaśnialne. Uznawał także pojęciowe określenie Istoty Najwyższej za niemożliwe. Damascjusz mówi o Izydorze, że nie chciał czcić obrazów i wolał zwrócić się bezpośrednio do bogów, którzy znajdują się - nie w świątyni, ale w ukrytych głębiach niewiedzy. Być może pod jego wpływem, nauczył się podkreślać transcendencję i niewyrażalność Jedynego, tak widoczną w Dubitationes et solutiones, gdzie mówi na przykład, że Absolut jest bardziej niepojęty niż wszelka cisza.
Damascjusz pozwala sobie na wątpliwości, co do możliwości osiągnięcia przez człowieka poznania prawdy absolutnej, gdyż ta jest dostępna tylko bogom. I chociaż zachowuje system Proklosa, próbuje dodawać nowe hipostazy: na dole systemu bogów materialnych, którzy wytwarzają materię jako taką, a na jego szczycie Absolut, będący ponad Jednym, po nim Jedno-Wszystko (έν-πάντα), następnie Wszystko-Jedno (πάντα-έν). Hipostazy te wprowadził, próbując lepiej wyjaśnić wyprowadzenie wielości z Jednego. W tym mnożeniu hipostaz pośredniczących jednocześnie tak bardzo odsunął Absolut, że w pewnym sensie umieścił go poza systemem. Pisze o nim: Nie należy nazywać go Zasadą ani przyczynującym, ani pierwszym, ani wcześniejszym od wszystkiego, ani ponad Wszystkim, ani tym bardziej nie należy go nazywać Wszystkim. Krótko mówiąc nie należy nadawać mu żadnego imienia: nie można go pojąć ani pomyśleć. O Absolucie według Damascjusza nie można powiedzieć niczego, nawet tego, że jest on niewysłowiony czy niepoznawalny. Nawet wtedy mówimy bowiem jedynie o naszej wiedzy o nim, a nie o jego naturze. Nasza niewiedza o nim jest absolutna. Nie jest po żadnej stronie, co znaczy, że jest absolutnie transcendentny. Jest nicością, która jest ponad bytem. W konsekwencji również pochodzenie od niewysłowionego Absolutu jest niewysłowione.
Damascjusz z jednej strony pozbawia znaczenia to na czym opierał się cały system, z drugiej ryzykuje jego zaduszenie pod stosem mnożonych hipostaz. Wszelkie hipostazy tracą bowiem jakiekolwiek znaczenie, gdy raz odbierze się znaczenie pierwszej Zasadzie.

## Wpływ
Damascjusz oddziałał głównie przez swoich uczniów, Pryscjana i Symplicjusza. Istnieje również hipoteza, że uczniem Damascjusza mógł być Pseudo-Dionizy Areopagita. W średniowieczu nie był czytany. Nawet Nicefor Blemmydes, który przytacza jego teorię miejsca, rozumianego jako miara położenia rzeczy, znalazł ją u Symplicjusza. Dubitationes et solutiones stały się przedmiotem poważniejszych studiów dopiero w II połowie XVI wieku. Cytuje je wówczas w swojej Nowej uniwersalnej filozofii Francesco Patrizi (1529-1597).

## Zachowane dzieła Damascjusza
- Trudności i ich rozwiązania (Aporiai kai lyseis, Dubitationes et solutiones)

Komentarze do dzieł Platona : 
- Parmenides
- Fedon (błędnie początkowo przypisany Olimpiodorowi z Aleksandrii)
- Fileb (również błędnie przypisany Olimpiodorowi).

## Zaginione dzieła Damascjusza
- Komentarze do Timajosa  Platona
- Komentarze do O niebie Arystotelesa
- Dzieło paradoksograficzne